# داريو أليساندرو
داريو أليساندرو (بالإسبانية: Darío Alessandro)‏ هو دبلوماسي وسياسي أرجنتيني، ولد في 1952. انتخب عضو مجلس النواب في الأرجنتين.